# Équipe d'Allemagne de l'Est de rugby à XV
L'équipe d'Allemagne de l'Est de rugby à XV était l'équipe nationale qui représentait la République démocratique allemande dans les compétitions internationales de rugby à XV de 1951 à 1991. Elle a disputé 83 matchs durant cette période, ne remportant que 21 victoires pour 58 défaites et 4 nuls.

## Histoire
L'Allemagne de l'Est a joué son 1er match en 1951 à Bucarest contre la Roumanie : la rencontre s'est soldée par une défaite pour les Est-allemands 64 à 26. L'équipe était alors entraînée par Erwin Thiesies, ancien joueur du Tennis Borussia Berlin qui avait participé aux Tournois européens FIRA de 1936, 1937 et 1938. Thiesies œuvra beaucoup pour le rugby et en particulier au sein du club du BSG Stahl Hennigsdorf qui remporta 25 fois le titre en Allemagne de l'Est. La R.D.A. a rencontré la plupart du temps les équipes du Bloc de l'Est, lors de la Victory Cup ou de la Peace Cup,  mais a également disputé deux matchs contre les Pays-Bas en 1958, trois matchs contre la Suède en 1964, en 1965 et en 1973, deux matchs contre le Danemark en 1964 et en 1972 et un match contre le Luxembourg en 1990. L'unique match contre le Luxembourg est également le dernier de l'équipe nationale puisqu'il intervient la veille de la réunification allemande en octobre 1990. En 40 ans d'histoire, la R.D.A. n'aura donc jamais joué contre son homologue d'Allemagne de l'Ouest.

## Palmarès
- 2e de la Peace Cup en 1964

## Statistiques des confrontations
| Adversaires      | Nombre de matchs | Victoires | Nuls | Défaites | % Victoires |
| ---------------- | ---------------- | --------- | ---- | -------- | ----------- |
| Bulgarie         | 22               | 10        | 0    | 12       | 45,4        |
| Tchécoslovaquie  | 16               | 2         | 2    | 12       | 12,5        |
| Danemark         | 2                | 2         | 0    | 0        | 100,0       |
| Luxembourg       | 1                | 0         | 0    | 1        | 0,0         |
| Pays-Bas         | 2                | 1         | 0    | 1        | 50,0        |
| Pologne          | 20               | 3         | 1    | 16       | 17,5        |
| Roumanie         | 13               | 0         | 1    | 12       | 0,0         |
| Union soviétique | 3                | 0         | 0    | 3        | 0,0         |
| Yougoslavie      | 1                | 0         | 0    | 1        | 0,0         |
| Suède            | 3                | 3         | 0    | 0        | 100,0       |

## Présidents
- Heinz Hofmann (1952-1963)
- Walter Herz (1963-1965)
- Heinz Hofmann (1965-1968)
- Gerhard Glinke (1968-1972)
- Gerd Scharn (1972-1990)
- Dieter Schmidt (1990)

## Entraîneurs
- Erwin Thiesies (1951-1972)
- Dellef Krüger (1972-1983)
- Gerhard Schubert (1983-1985)
- Rüdiger Tanke (1985-1990)
- Peter Gellert (1990)

## Recordmen des sélections
- Gerhard Schubert : 41
- Ralf Stieg : 41